# کارمراکار
کارمراکار (به ارمنی: Կարմրաքար) یک روستا در ارمنستان است که در استان شیراک واقع شده‌است. در کیلومتری شمال گیومری، مرکز استان شیراک واقع شده‌است.

## خصوصیات
کارمراکار ۵۲ نفر جمعیت دارد و در ارتفاع متر بالاتر از سطح دریا قرار گرفته‌است.
| سال   | ۱۸۳۱ | ۱۸۹۷ | ۱۹۱۴ | ۱۹۲۶ | ۱۹۳۹ | ۱۹۵۹ | ۱۹۷۹ | ۲۰۰۱ | ۲۰۰۴ |
| جمعیت |      |      |      |      |      |      |      |      |      |